# 1626 Sadeya
1626 Sadeya este un asteroid din centura principală, descoperit pe 10 ianuarie 1927, de Josep Comas Solá.